# Marie Taylor
Marie Clark Taylor (1911 – diciembre de 1990) fue una botánica, y profesora estadounidense, la primera mujer (y además negra) en obtener un doctorado de ciencia por la Universidad de Fordham, y directora del Departamento de Botánica en la Universidad Howard desde 1947 hasta su jubilación en 1976. Sus intereses de investigaciones fueron la fotomorfogénsis vegetal.

## Biografía
Taylor nació en Sharpsburg, Pensilvania, en 1911.  Obtuvo su B.S. (1933) y el M.Sc. (1935, en botánica) por la Universidad Howard, y en 1941, su doctorado por la Universidad de Fordham, siendo la primera mujer de cualquier carrera (y además negra) en obtener un doctorado de ciencia en Fordham.
Enseñó brevemente en escuelas medias, y más tarde lo hizo en institutos de ciencia de verano para profesores de ciencia, trayendo métodos nuevos de cómo enseñar ciencia, como utilizar microscopios de luz, para estudiar células. Después de servir en el Ejército Cruz Roja durante la Segunda Guerra Mundial, en 1945, se unió al Departamento de botánica en la Howard Universidad. Presidió el Departamento de botánica, iniciado en 1947 en Howard Universidad hasta su jubilación en 1976. Durante su mandato, el Departamento se expandió y Taylor se implicó en el diseño y construcción de un nuevo edificio de biología en el Campus universitario Howard. Se casó con Richard Taylor en 1948, y tuvieron un hijo.
Taylor también enseñaba ciencia, en vacaciones de verano, para la Fundación Nacional para la Ciencia concebido para que los profesores de biología utilizasen materiales botánicos para sus cursos de ilustrar la vida celular. En esas clases de verano, también desarrollaba sus métodos de enseñanza, donde enfatizaba el uso del microscopio para estudiar las células vivas. A mediados de los 1960s, por pedido del presidente Lyndon B. Johnson expandió su trabajo en el extranjero, trayendo su estilo de enseñanza a un nivel internacional.
Taylor murió en 1990. 

## Honores

### Eponimia
Después de su deceso, un auditorio en el Hall Ernest. E. Just en la Universidad Howard lleva su epónimo en su honor.